# Mary Wollstonecraft
Mary Wollstonecraft   (Spitalfields i Londres, 27 d'abril de 1759 - Somers Town i Londres, 10 de setembre de 1797) fou una activista, filòsofa i escriptora de novel·les, assaigs i literatura infantil. És considerada una de les precursores de la literatura i filosofia feminista amb la seva obra Vindicació dels drets de la dona (1792), on argumenta que les dones són éssers humans que mereixen els mateixos drets fonamentals que els homes, i en particular reclama el seu accés a l'educació.
Wollstonecraft va viure una vida breu, tumultuosa, poc convencional. A més a més, va ser la mare de Mary Shelley; futura autora de la novel·la Frankenstein o el Prometeu modern i pionera del gènere literari de la ciència-ficció.

## Orígens anglesos
Wollstonecraft va néixer el 1759 a Spitalfields (Londres), on va passar una infantesa difícil, marcada per la precarietat econòmica i la violència del pare envers la mare.
Encara que la seva família tenia uns ingressos acceptables quan ella era petita, el seu pare els va malbaratar en projectes especulatius. A causa d'això, la família va passar a estar en una situació financera inestable i es van veure obligats a traslladar-se sovint durant la seva joventut. Aquesta situació econòmica es va fer tan greu que el pare de Mary va obligar-se a gastar l'herència que ella, d'altra manera, hauria rebut en la seva maduresa.
Sent la gran de sis germans, Mary no anà mai a l'escola tret d'uns quants mesos a Beverley, Yorkshire, on va aprendre a llegir i escriure. Els continuats canvis de domicili i la decisió familiar de només escolaritzar l'hereu l'obligaren a convertir-se en una autodidacta.
Amb esperit crític aprengué sola diverses matèries i llengües i aviat va ser contractada per a feines d'acompanyant, institutriu i mestra, fins que el 1784 les germanes Wollstonecraft van obrir una escola pròpia.
Paral·lelament va començar a escriure i va lluitar per assolir una independència econòmica i una respectabilitat intel·lectual no gaire comuna per a una dona del seu temps.
El 1786 li van presentar l'editor Joseph Johnson, que, seduït pel seu ímpetu i brillantor intel·lectual, li va publicar l'any 1787 el seu primer llibre, Thoughts on the educational of daughters. Johnson va ser l'amic i el mentor de per vida. Li va buscar casa, li va deixar diners, la va contractar com a redactora de la revista Analytical review i la va encoratjar a defensar els ideals polítics radicals.
Amb les seves germanes, Everina i Eliza, exercia un paper influent. Per exemple, en un moment concret, el 1784, va convèncer la seva germana Eliza, que havia patit el que probablement era una depressió postpart, perquè abandonés el seu marit i el seu nadó; Wollstonecraft va arreglar-ho tot perquè Eliza pogués fugir, demostrant així el seu desig de desafiar les normes socials; la seva germana va patir el rebuig social i, ja que no podia tornar a casar-se, va ser bandejada a una vida de pobresa i de treball dur.

## Adolescència
Wollstonecraft va tenir dues amistats en la seva joventut, la primera amb Jane Cremen a Beverley. Ambdues solien llegir llibres juntes i assistien a classes impartides pel pare de Cremen, un científic i filòsof amb estil propi. Wollstonecraft gaudia enormement en l'atmosfera intel·lectual de la casa de Cremen i valorava molt la seva amistat amb la noia, de vegades fins al punt de ser emocionalment possessiva. Wollstonecraft li va escriure: "S'han format en mi certes nocions romàntiques d'amistat ... sóc una mica peculiar en el meu enteniment de l'amor i l'amistat, he de tenir el primer lloc o cap". En algunes de les cartes de Wollstonecraft a Arden, es revelen les volàtils i particularment depressives emocions que la van turmentar durant tota la vida.
La segona gran amistat, i possiblement la més important, la va mantenir amb Fanny Blood, a la qual Wollstonecraft atorgava el mèrit d'haver obert la seva ment. Wollstonecraft va imaginar una utopia de convivència amb Blood; van fer plans per llogar habitacions juntes i donar-se suport emocionalment i econòmica l'una a l'altra, però aquest somni es va veure frustrat davant la realitat dels seus problemes financers. A més, Wollstonecraft es va adonar que havia idealitzat Blood, ja que estava més de part dels valors tradicionalment considerats femenins que Wollstonecraft. De tota manera, Mary va romandre dedicada a ella i a la seva família al llarg de tota la vida (freqüentment, oferia una mica de diners al seu germà, per exemple). Per tal de guanyar-se la vida, Wollstonecraft, les seves germanes i Blood van obrir una escola a Newington Green, una comunitat inconformista, però Blood es va comprometre amb un home al cap de poc. Després del seu casament, el seu marit, Hugh Skeys, se la va endur a Europa amb la intenció que la seva salut, que sempre havia estat precària, millorés. No obstant això, després de quedar embarassada, la salut de Blood es va deteriorar encara més. El 1785, Wollstonecraft se'n va anar a Lisboa amb Blood per tenir-ne cura, encara que no va servir de res: Blood va morir en el part el 29 de novembre d'aquest mateix any; a més, el seu abandonament de l'escola va tenir com a conseqüència que el projecte fracassés. La mort de Blood va destrossar Wollstonecraft i va ser part de la inspiració per a la seva primera novel·la, La novel·la de Maria (1788).

## Viatge a París
Mary Wollstonecraft va defugir el matrimoni durant la joventut i va voler viatjar a França amb intenció de presenciar el procés revolucionari. El 12 de novembre de 1792 va marxar a París amb la intenció d'estar-s'hi sis setmanes però finalment van ser dos anys. Allà es va incorporar als cercles radicals estrangers, majoritàriament anglesos i americans, associats al partit girondí. Des del primer moment intentava escriure sobre el que veia i va sorgir: A historical and moral view of the origin and progress of the French Revolution and the effect it has produced in Europe (1794).
Va ser en aquesta època que va conèixer Gilbert Imlay, un home de negocis nord-americà de qui es va enamorar i amb qui va tenir una filla: Fanny Imlay, que va néixer el 14 de maig de 1794. Aviat es van distanciar i Imlay va desaparèixer. Wollstonecraft es va desesperar i el maig de 1795 es va intentar suïcidar amb una sobredosi de làudan. Arran de l'intent de suïcidi, Imlay va tornar al seu costat temporalment i li va demanar com a favor, que anés al nord d'Europa a intentar recuperar una inversió que li havia sortit malament. Ja sigui perquè necessitava canviar d'aires o per les promeses que Gilbert li va fer, Mary va iniciar un viatge on escriuria la que és considerada la seva obra més captivadora: Letters written during a short residence in Sweden, Norway and Denmark. En tornar del viatge i adonar-se que les promeses eren mentida va repetir un intent de suïcidi tirant-se a un riu.
Després de deixar Imlay, Wollstonecraft va conèixer el filòsof William Godwin, un els precursors del moviment anarquista. El 29 de març de 1797, en saber que Mary havia quedat embarassada, es casen a l'Old Saint Pancras Church de Londres. El 30 d'agost de 1797 donà a llum la seva filla Mary Wollstonecraft Godwin, més coneguda literàriament com a Mary Shelley.
Desgraciadament, deu dies després, Wollstonecraft moria de complicacions postpart, concretament de febre puerperal, a l'edat de trenta-vuit anys, deixant diverses obres inacabades.

## «La primera d'un nou gènere »

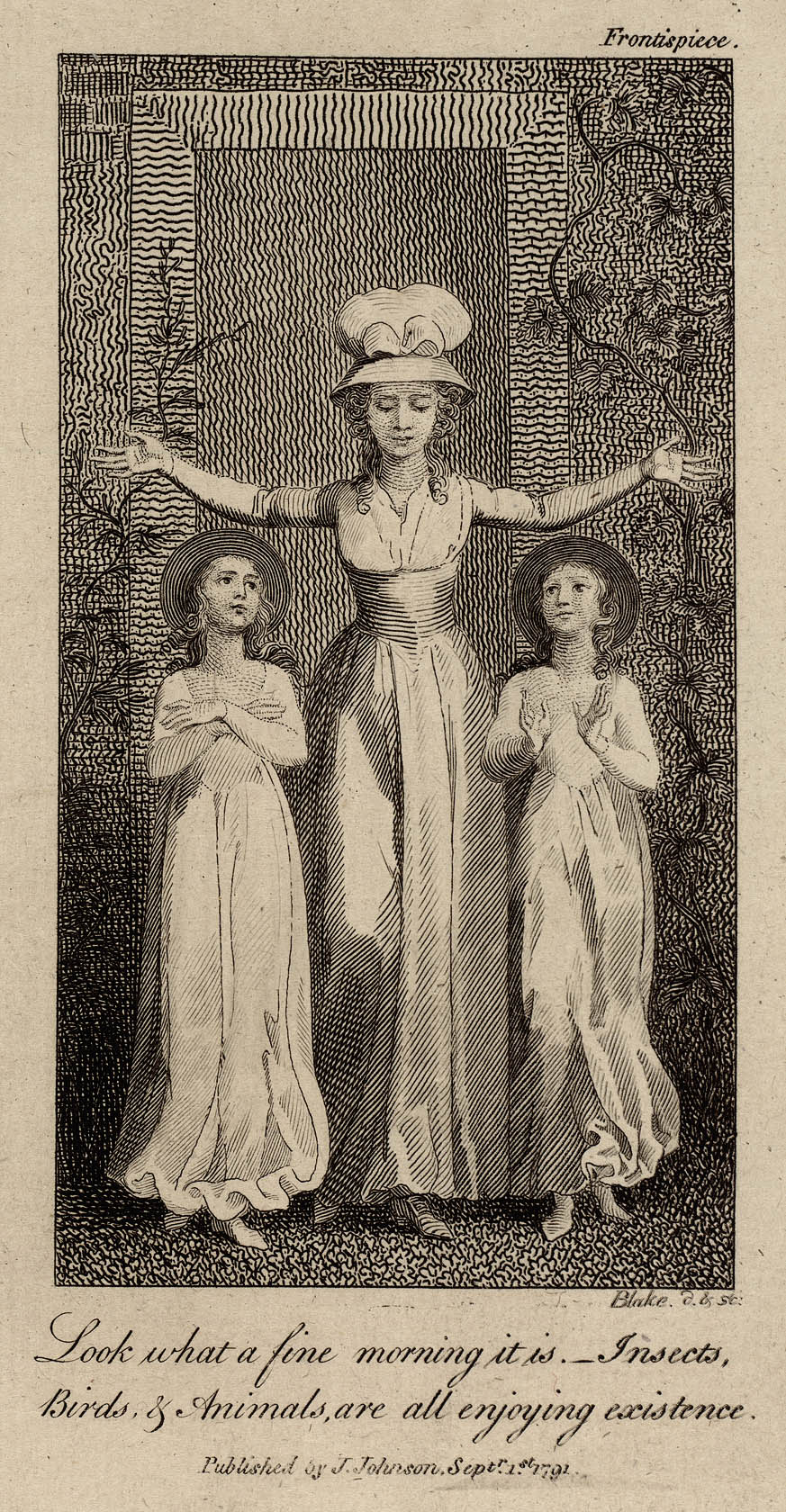
Frontispici de l'edició de 1791, Històries originals de la vida real (gravat de William Blake).

Després de la mort de Fanny Blood, els amics de Mary Wollstonecraft l'ajuden a aconseguir una posició com a institutriu a Irlanda, amb les filles d'una família anglo-irlandesa, els Kingsborough. Treballar per a Lady Kingsborough resulta difícil, però els nens han trobat un mentor que sap obrir la ment; Margaret King diria més tard que ella «va alliberar la seva ment de totes les supersticions ». Algunes de les proves de Mary durant aquell any es poden trobar al seu únic llibre infantil, Històries originals de la vida real (1788).
Frustrada per les limitacions imposades a les dones de bones famílies però pobres que volen treballar -una vergonya que denuncia eloqüentment en el capítol de Pensaments sobre l'educació de les noies titulat «Lamentable situació de la gent femenina, havent rebut una bona educació i deixades sense fortuna»— decideix, després d'haver passat un sol any com a institutriu, emprendre una carrera literària. Aquesta és una opció radical, molt poques dones aconsegueixen viure de la seva ploma. Va escriure a la seva germana Everina el 1787 que s'esforçava per convertir-se en «la primera d'un nou gènere». Es va traslladar a Londres i, amb l'ajuda de l'editor de mentalitat liberal Joseph Johnson, va trobar una llar per treballar i guanyar-se la vida. Va aprendre francès i alemany, i va fer traduccions, en particular de les obres Sobre la importància de les opinions religioses de Jacques Necker i Elements de moralitat, per a l'ús dels fills de Christian Gotthilf Salzmann. També publica ressenyes literàries, principalment de novel·les, per al periòdic de Johnson, The Analytical Review.
L'univers intel·lectual de Mary Wollstonecraft s'eixampla gràcies a les lectures que alimenten els seus crítics, i també a l'entorn en què evoluciona: assisteix als famosos sopars de Joseph Johnson i freqüenta lluminàries de la ment com Thomas Paine, pamfletari radical, i el filòsof William Godwin. Quan es troben per primera vegada, Godwin i Mary Wollstonecraft estan especialment decebuts l'un amb l'altre. Godwin havia vingut a escoltar Paine, però Mary Wollstonecraft l'assetja tota la nit, contradient-lo pràcticament sobre tots els temes. El mateix Dr Johnson, però, esdevé molt més que un amic; ella el descriu a les seves cartes com un pare i un germà.
A Londres, Mary Wollstonecraft es fa amiga del pintor Henry Fuseli, que ja està casat. Ella, escriu, està captivada pel seu geni, « la noblesa de la seva ànima, aquesta vivacitat de comprensió i aquesta simpatia amable». Ella proposa mantenir una relació platònica amb Fuseli i la seva dona, però aquesta s'horroritza i Fuseli posa fi a aquesta aventura. Aleshores, Mary decideix anar a França per fugir de la seva humiliació i participar en els fets revolucionaris que acaba de lloar en la seva A Vindication of the Rights of Woman. (1792) Acabava d'escriure A Vindication of the Rights of Men en resposta a les crítiques conservadores de Burke a la Revolució Francesa a les seves Reflexions sobre la Revolució Francesa (1790), que la van fer famosa d'un dia per l'altre. Es compara amb ments d'avantguarda com el teòleg i pamfletari Joseph Priestley o Thomas Paine, els drets dels homes (1791) resulten ser la resposta a Burke que obté més ressò.

## Llegat
Wollstonecraft va ser prou coneguda en vida. Va escriure les seves obres en només deu anys, els últims de la seva existència, i en va tenir prou per crear-se, de manera immediata, una reputació com a escriptora i filòsofa. A l'any 1798, el seu marit, William Godwin, publicà unes memòries biogràfiques d'ella on narrava la seva vida poc convencional, i que van generar un escàndol notable en la conservadora societat del moment. El seu radicalisme il·lustrat, utòpic i racionalista no anava amb sintonia amb la ideologia dominant.
Aquesta escriptora, en ser ser una autora activista aficionada a molts gèneres, ha tingut un curiós llegat, segons Cora Kaplan. Per exemple, Maria Edgeworth creà, a la imatge i semblança de Wollstonecraft, l'excèntrica Harriet Freke de Belinda (1801).
A finals del segle xix, amb l'arribada del moviment feminista, dones amb opinions polítiques tan diferents com Virginia Woolf i Emma Goldman recuperaren la història de Wollstonecraft i celebraren els experiments de la seva vida, com Woolf els anomenà en un famós assaig.
El feminisme de la segona onada, als anys seixanta i setanta del segle xx, portà de nou l'èxit a les obres de Wollstonecraft i a principis dels setanta foren publicades sis biografies de Wollstonecraft.
Als anys vuitanta i noranta del segle xx, intel·lectuals com Claudia Johnson, Gary Kelly i Virgina Sapiro mostraren la relació entre el pensament filosòfic de Wollstonecraft i altres idees importants del segle xviii, com és el cas de la sensibilitat, l'economia i la teoria política.

## Homenatges
A Espanya, l'escriptor Fernando Marías Amondo i el col·lectiu artístic Hijos de Mary Shelley, van organitzar un espectacle en homenatge a Mary Wollstonecraft i van publicar un llibre titulat: Wollstonecraft: hijas del horizonte en el qual participaren escriptores com Cristina Fallarás, Espido Freire, Paloma Pedrero, Nuria Varela, Cristina Cerrada, Eva Díaz Riobello, María Zaragoza, Raquel Lanseros i Vanessa Montfort.

## Obra traduïda al català
- Vindicació dels drets de la dona. Traducció i prefaci de Joan Josep Musarra Roca. Girona: L'Art de la Memòria Edicions, 2014.[17] ISBN 9788494237621
- Maria o el món contra les dones. Traducció d'Esther Tallada. Barcelona: Cal Carré Editorial Artesana, 2023. ISBN 9788441258566 Error en ISBN: suma de verificació no vàlida7